# Xã Attica, Michigan
Xã Attica (tiếng Anh: Attica Township) là một xã thuộc quận Lapeer, tiểu bang Michigan, Hoa Kỳ. Năm 2010, dân số của xã này là 4.755 người.